# Aprostocetus rufiscapus
Aprostocetus rufiscapus är en stekelart som beskrevs av Graham 1987. Aprostocetus rufiscapus ingår i släktet Aprostocetus och familjen finglanssteklar. Inga underarter finns listade i Catalogue of Life.